# Helichus striatus
Helichus striatus är en skalbaggsart som beskrevs av Leconte 1852. Helichus striatus ingår i släktet Helichus och familjen öronbaggar.

## Underarter
Arten delas in i följande underarter:
- H. s. striatus
- H. s. foveatus